# Mystrium

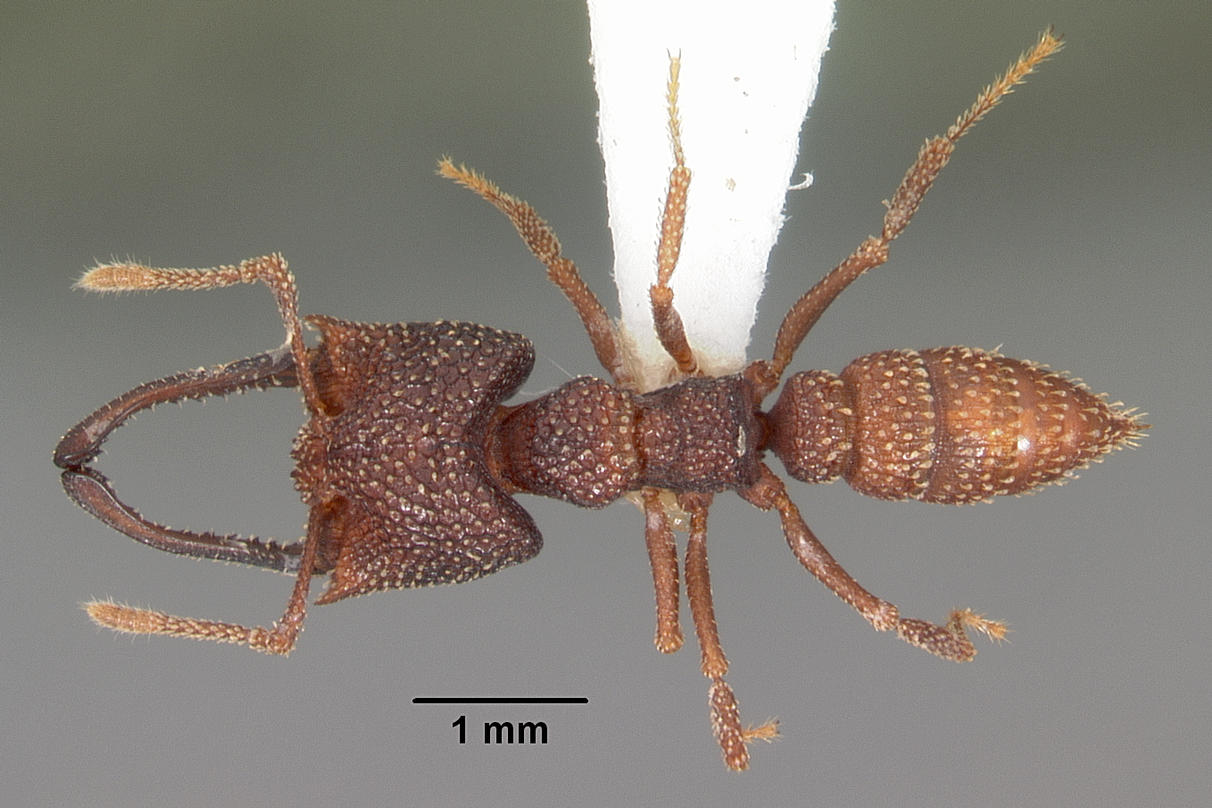
Муравей Mystrium silvestrii

Mystrium Roger, 1862 — род муравьёв (Formicidae) из подсемейства Amblyoponinae.

## Распространение
Пантропический род.

## Описание
Среднего размера муравьи (длина около 6-8 мм), гнездящиеся в почве. Обладают длинными узкими мандибулами, прикреплёнными у боковых краёв передней части клипеуса. На переднем крае наличника 6—7 зубцов. Максиллярные щупики состоят из 4 члеников, а нижнегубные из 3 сегментов.

## Систематика
Около 10 видов. Ранее относили к подсемейству Ponerinae.
- Mystrium barrybressleri Yoshimura & Fisher, 2014
- Mystrium camillae Emery, 1889
- Mystrium eques Yoshimura & Fisher, 2014
- Mystrium fallax Forel, 1897
- Mystrium janovitzi Yoshimura & Fisher, 2014
- Mystrium labyrinth Yoshimura & Fisher, 2014
- Mystrium leonie Bihn & Verhaagh, 2007
- Mystrium maren Bihn & Verhaagh, 2007
- Mystrium mirror Yoshimura & Fisher, 2014
- Mystrium mysticum Roger, 1862 typus
- Mystrium oberthueri Forel, 1897
- Mystrium oculatum Xu, 1998[3]
- Mystrium rogeri Forel, 1899
- Mystrium shadow Yoshimura & Fisher, 2014
- Mystrium silvestrii Santschi, 1914
- Mystrium stadelmanni Forel, 1895
- Mystrium voeltzkowi Forel, 1897